# Protarum sechellarum
Protarum es un género monotípico de plantas con flores perteneciente a la familia Araceae. Su única especie, Protarum sechellarum Engl., es originaria de las Seychelles.
Esta especie fue previamente colocada en la subfamilia Colocasioideae en la tribu Protareae, pero posteriormente se ha reclasificado a la subfamilia Aroideae en la tribu Colocasieae.

## Taxonomía
Protarum sechellarum fue descrito por Adolf Engler y publicado en Botanische Jahrbücher für Systematik, Pflanzengeschichte und Pflanzengeographie 30(67): 42. 1901.